# Hasandżan
Hasandżan (perski: حسنجان) – wieś w Iranie, w ostanie Azerbejdżan Wschodni. W 2006 roku miejscowość liczyła 319 mieszkańców w 65 rodzinach.